# Sun Jihai
Sun Jihai (Dalian, 30 de Setembro de 1977), conhecido como Jihai Sun em outros países, é um ex-futebolista chinês que atuava como zagueiro.

## Carreira
Revelado pelo Dalian Shide, Jihai Sun transferiu-se para o Crystal Palace FC, da Inglaterra. Não foi bem e voltou para a China, atuando por duas temporadas. Em seguida, Jihai transferiu-se para o Manchester City, onde tornou-se o maior jogador chinês de todos os tempos.

## Seleção
Com tanta fama, Sun Jihai não poderia deixar de ir para a Seleção Chinesa de Futebol que, mesmo não tendo um dos melhores jogadores do mundo, ainda sim forma uma das melhores seleções de todo o continente asiático.